# Pontella lobiancoi
Pontella lobiancoi is een eenoogkreeftjessoort uit de familie van de Pontellidae. De wetenschappelijke naam van de soort is voor het eerst geldig gepubliceerd in 1888 door Canu.